# Calle del Águila
La calle del Águila es una calle de Madrid ubicada en el barrio de Palacio, en el distrito Centro.

## Historia

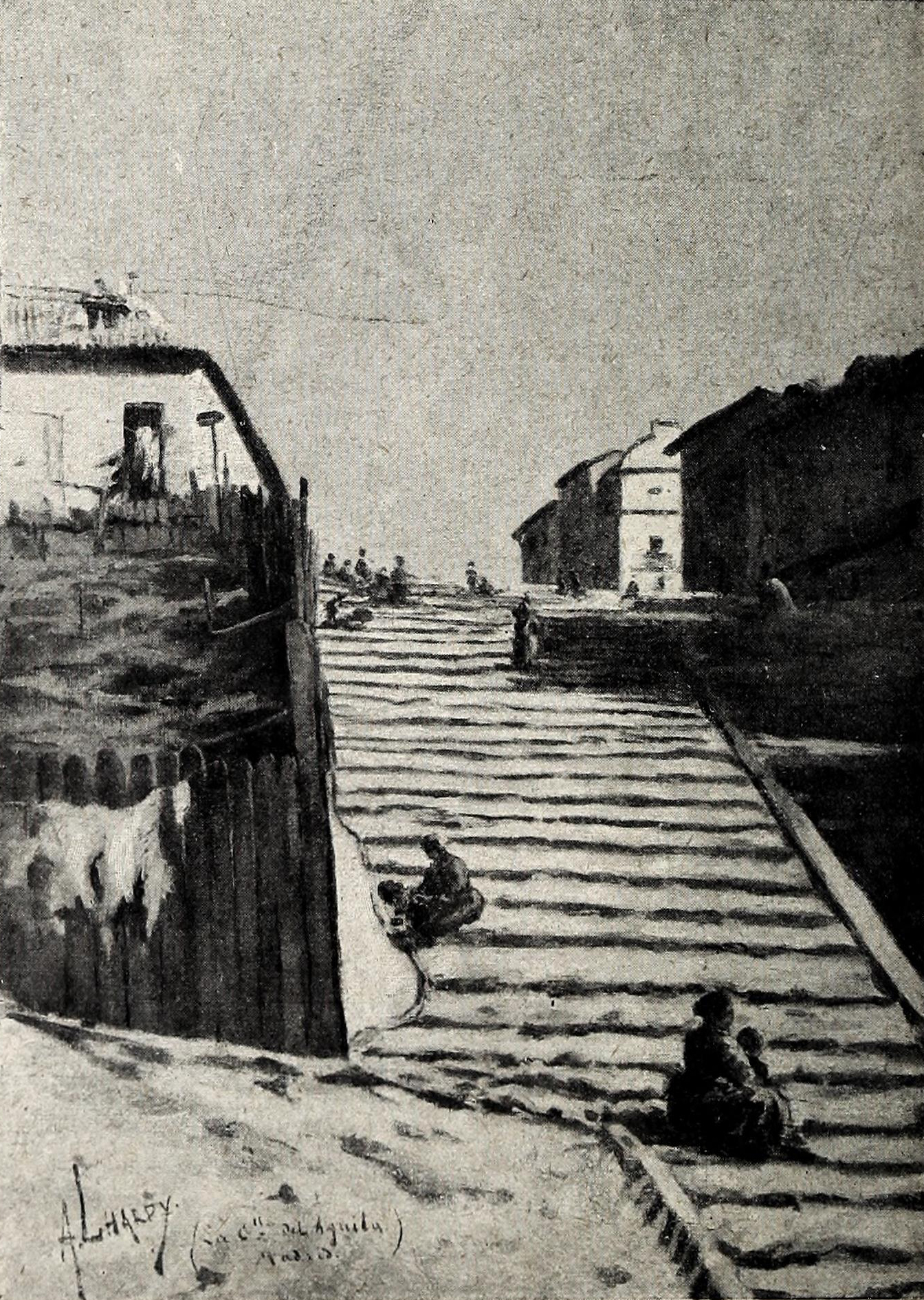
Vista de la calle en una ilustración de Agustín Lhardy (Blanco y Negro, 1899)

Antiguamente estaba ubicada en el denominado barrio de Calatrava. Empezaba en la calle del Mediodía Grande y acababa en el Campillo de Gilimón, en una cuesta muy pronunciada antaño adornada con peldaños. En los planos de Madrid de Texeira y Espinosa ya figuraba con la denominación del Águila. Este nombre tendría origen, según los cronistas de la villa, en un que hubo tiempo atrás un corral en dichos lugares donde se guardaba una gran águila dorada, sacada el día del Corpus. También se cuenta que, según la tradición, se cree que san Isidro habría nacido en la casa del número 1 de la calle, donde había una capilla dedicada al patrón de Madrid. En la calle nació, en 1928, Nati Mistral.
En la actualidad, al norte limita con las calles de Tabernillas, del Ángel y Mediodía Grande y al sur con la calle Ventosa.